# Frantz Casseus
Frantz Casseus (Port-au-Prince, 14 dicembre 1915 – New York, 21 giugno 1993) è stato un chitarrista e compositore haitiano naturalizzato statunitense.

## Biografia
Nato e cresciuto a Port-au-Prince (Haiti), trascorse gran parte della vita adulta negli Stati Uniti, dove migrò nel 1946 nella speranza di conoscere il pianista Fats Waller. Nonostante fosse influenzato dal jazz e dalla musica classica europea, le sue composizioni conservano un forte stampo folk haitiano. Collaborò Belafonc9n Harry Belafonte, che incise il suo brano Merci bon dieu. Fra il 1953 e il 1969, Casseus pubblicò tre album per la Smithsonian Folkways. Compose musica fino agli ultimi anni di vita, ma a partire dagli anni '70 una tendinopatia alla mano sinistra limitò le sue esibizioni e incisioni.
Casseus strinse un legame di amicizia con gli zii di Marc Ribot, del quale era stato insegnante di chitarra. Ribot giocò un ruolo significante nella divulgazione dell'eredità musicale di Casseus. A tal riguardo, Ribot pubblicò una collezione delle composizioni soliste per chitarra di Casseus, e le eseguì in un CD pubblicato nel 1993.

## Discografia
- 1953 - Haitian Folks Songs (Smithsonian Folkways Recordings, 10") - con Lolita Cuevas
- 1954 - Haitian Dances (Smithsonian Folkways Recordings, LP)
- 1969 - Haitiana (Smithsonian Folkways Recordings, 10") - con Barbara Perlow

### Come compositore
- 1987 - Haitian Suite (Les Disques du Crépuscule)[6]

### Come ospite
- 1957 - Island in the Sun (RCA, 7")